# Oolongthee
Oolongthee of oolong is een traditionele Chinese theesoort ergens tussen groene en zwarte thee. Groene thee is niet helemaal geoxideerd en zwarte thee is volledig geoxideerd. De oxidatiegraad van oolongthee ligt tussen de 10 en 75 procent. De smaak van de minst geoxideerde oolongs neigt naar groene thee met een frisse fleurige citrusachtige smaak. De meest geoxideerde neigen naar zwarte thee en bezitten een smaak van steenvruchten, vaak omschreven als geroosterde abrikozen en perziken.
De term "oolong" betekent "zwarte draak" in het Chinees.
Gedroogde "oolong"-theeblaadjes zijn te herkennen als losse opgerolde (donker)groene bolletjes voor de minst geoxideerde soort en tot een zwart draadachtig voorkomen voor de meest geoxideerde oolongs.

## Productie van oolong
Oolongthee ondergaat een paar delicate processen om aan zijn unieke aroma en smaak te komen. Typische oolongthee wordt geproduceerd volgens de volgende stappen:
- Het verwelken (萎凋 wěidiāo). Drogen in de zon of aan de lucht blootstellen om wat vocht kwijt te raken.
- Yao-Qing (摇青 yáoqīng). Het kneuzen van de bladrand om een groot oppervlakte voor oxidatie te maken. Deze kneuzing breekt tevens de celwanden zodat de in de cel aanwezige enzymen het oxidatieproces opstarten.
- Rou-Qing (揉青 róuqīng). De theebladeren worden ondersteboven gegooid voor de volgende stap.
- Sa-Qing (杀青 shāqīng). Het proces om de verdere oxidatie te stoppen. Dit gebeurt door de thee kortstondig te verhitten. De hitte stopt alle enzymatische activiteit.
- Koelen.
- Drogen, om het teveel aan vocht te verwijderen.
- Klassering.
- Verpakken.

## Variëteiten
De volgende variëteiten worden als de beste oolongthee beschouwd:
- Wǔ-Yí (武夷山茶), 'thee van de Woejiebergen', provincie Fújiàn, China
- Tiě Guān Yīn (鐵觀音), 'IJzeren Guanyin' (groeit in de provincie Fújiàn in China)
- Dān-Cōng (单枞)
- Dòng Dǐng (凍頂), 'Freezing Peak Oolong' (groeit op de berg Dong Ding in Nantou, Taiwan)